# Verner
Verner er et drengenavn af germansk oprindelse, der betyder "beskytter", "værner". Den 1. januar 2001 var der ifølge Danmarks Statistik 5266 personer i Danmark med navnet Verner. Alternativ stavemåde i Danmark: Werner (1001). Alternativ stavemåde internationalt: Wernher, Warner. Navnet anvendes også som efternavn.

## Kendte personer med navnet
(hvor navnet er brugt som fornavn)
- Verner Blaudzun, dansk cykelrytter.
- Verner Gaard, dansk håndboldspiller.
- Ove Verner Hansen, dansk sanger og skuespiller.

(hvor navnet er brugt som efternavn)
- Karl Verner, dansk sprogforsker.

## Navnet anvendt i fiktion
- Verner er navnet på Krone-Taxas formand i TV-serien TAXA. Figuren spilles af John Hahn-Petersen.